# Hockey Club Litvínov
L'HC Litvínov è una squadra di hockey su ghiaccio della Repubblica Ceca, basata a Litvínov e fondata nel 1945. Milita nell'Extraliga, il massimo campionato di hockey della Repubblica Ceca, e disputa le partite casalinghe all'Ivan Hlinka Stadion.